# Urodynamique

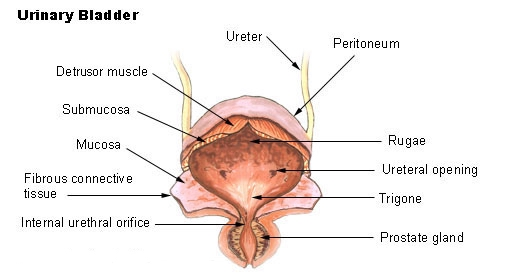
Illu vessie.
Anatomie de la vessie urinaire

L'urodynamique est un examen médical consistant à vérifier l'état de fonctionnement du système urinaire, et plus précisément de la vessie et du sphincter urinaire. Il est prescrit aussi bien aux hommes qu'aux femmes afin de proposer le soin le mieux adapté à une incontinence. Aucune infection urinaire ne doit être diagnostiquée pour parvenir à un résultat non faussé.

## Tests de l'urodynamique
- Débitmétrie : ce test permet de vérifier le débit urinaire, la régularité de la miction ;
- cystomanométrie : grâce à une sonde, un sérum physiologique est injecté dans la vessie afin de vérifier son fonctionnement lors des différentes pressions subies par la paroi. La participation du patient est nécessaire pour préciser les sensations ressenties ;
- profilométrie urétrale : une sonde est retirée petit à petit de la vessie afin de vérifier le fonctionnement du sphincter urinaire.